# José Augusto Bellucci
José Augusto Bellucci, é um arquiteto brasileiro, que dentre várias obras, destacou-se na criação do projeto da Catedral de Maringá.
José Augusto Bellucci também foi responsável pela construção da igreja matriz de São Jorge do Ivaí no ano de 1950 1960

## Principais Obras

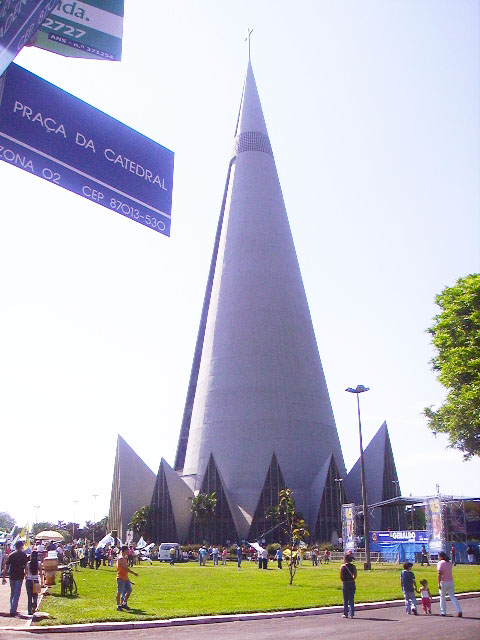
Catedral de Maringá.

### ACatedral de Maringá
Monumento símbolo da cidade, foi construída no período de julho de 1959 a maio de 1972.
Com 114 m de altura, cerca de 10 m de cruz no topo, em um total de 124 m, é o 10º monumento em altura no mundo e o segundo na América do Sul.. A pedra fundamental, um pedaço de mármore, retirado das escavações da Basílica de São Pedro e Bento pelo Papa Pio XII, foi lançada em 15 de agosto de 1958. 

### Edifício do Hotel Bandeirantes
O edifício do Hotel Bandeirantes, outro projeto de sua autoria, também em Maringá, foi tombado pela secretaria do Patrimônio
Histórico do Paraná, em 2005.